# Србија на Дечјој песми Евровизије
Србија је први пут учествовала на избору за Дечју песму Евровизије 2006. године. Ово је било прво учешће после независности која је стекла распадом државне заједнице Србије и Црне Горе. Занимљиво је да је Србија прво обезбедила учешће као независна држава, на избору за Дечју песму Евровизије па тек онда за много познатију Песму Евровизије.

## Емитер
Радио телевизија Србије (РТС) је задужена за пренос такмичења на територији Републике Србије.

## Национална селекција
"Такмичење за дечју песму Евровизије“ зове се програм у којем се бира српски представник на Дечјој песми Евровизије. Сваке године јавни сервис распише конкурс на који сви заинтересовани млади уметници шаљу своје композиције укључујући и све потребне податке. ЕРУ је 2008. године донела мале измене што се тиче самог начина компоновања, јер од тада деци је дозвољена и помоћ неког искуснијег композитора и текстописца. Завршни рок пријаве је крај августа. Затим све пристигле композиције послуша стручни жири и међу њима изабере њих десет које ће се такмичити. Такмичење се одржава једном годишње и то крајем септембра. Након што сви извођачи ступе на сцену, и публика одслуша све композиције почиње гласање у просеку десет минута. Након тога додељују се поени публике и поени стручног жирија. Композиција са највише поена побеђује и представљаће Србију на дечјој верзији далеко познате Песме Евровизије.

## Пласмани
Србија је два пута досегла високо треће место, што је уједно и најбољи пласман до сада. Биле су то Невена Божовић која је Србију представљала у Ротердаму 2007. са песмом „Пиши ми“ и Соња Шкорић која је своју композицију „Чаробна ноћ“ представила Европи у Минску 2010. Најлошији пласман за Србију постигла је Дуња Јеличић са песмом „У ла ла ла“ која се такмичила у Валети, на Малти 2016. освојивши последње место.

## Повратак на Дечју песму Евровизије
Србија је учествовала на Дечјој песми Евровизије 2014. која је одржана на Малти после три године паузе. Представник Србије била је Емилија Ђонин која је са својом композицијом „Свет у мојим очима" заузела 10. место, као и група „Ништа лично" која је са песмом „Онај" 2009. године заузела 10. место. Србија је од тад постала редовна учесница на такмичењу не пропустивши ниједно до 2022. године, након чега је РТС поново објавио повлачење са такмичења 2023. године.

## Представници
| Година    | Извођач(и)                         | Песма                    | Пласман          | Поени            |
| --------- | ---------------------------------- | ------------------------ | ---------------- | ---------------- |
| 2006      | Неустрашиви учитељи страних језика | Учимо стране језике      | 5                | 81               |
| 2007      | Невена Божовић                     | Пиши ми                  | 3                | 120              |
| 2008      | Маја Мазић                         | Увек кад у небо погледам | 12               | 37               |
| 2009      | Ништа лично                        | Онај прави               | 10               | 34               |
| 2010      | Соња Шкорић                        | Чаробна ноћ              | 3                | 113              |
| 2011–2013 | Није учествовала                   | Није учествовала         | Није учествовала | Није учествовала |
| 2014      | Емилија Ђонин                      | Свет у мојим очима       | 10               | 61               |
| 2015      | Лена Стаменковић                   | Ленина песма             | 7                | 79               |
| 2016      | Дуња Јеличић                       | У ла ла ла               | 17               | 14               |
| 2017      | Ирина Бродић и Јана Пауновић       | Цео свет је наш          | 10               | 92               |
| 2018      | Бојана Радовановић                 | Свет                     | 19               | 30               |
| 2019      | Дарија Врачевић                    | Подигни глас             | 10               | 109              |
| 2020      | Петар Аничић                       | Heartbeat                | 11               | 85               |
| 2021      | Јована Радоњић и Дуња Живковић     | Очи детета               | 13               | 86               |
| 2022      | Катарина Савић                     | Свет без граница         | 13               | 92               |
| 2023–2025 | Није учествовала                   | Није учествовала         | Није учествовала | Није учествовала |

## Домаћин
Србија још није била домаћин Дечје песме Евровизије.  2009. године Србија је упала у ужи конкурс за избор земље домаћина, када је украјински NTU добио право организовања.

## Гласање
Србија је дала највише поена:
| Ранг | Држава     | Поени |
| ---- | ---------- | ----- |
| 1    | Русија     | 83    |
| 2    | Јерменија  | 58    |
| 3    | Македонија | 57    |
| 4    | Грузија    | 63    |
| 5    | Белорусија | 40    |

Србија је добила највише поена од:
| Ранг | Држава     | Поени |
| ---- | ---------- | ----- |
| 1    | Македонија | 80    |
| 2    | Русија     | 31    |
| 3    | Шведска    | 29    |
| 4    | Украјина   | 28    |
| 5    | Холандија  | 27    |